# Herligt, en sommernat
"Herligt, en Sommernat" er det kendte "Jægerkor" fra det nationale festspil Elverhøj (1828) af Johan Ludvig Heiberg, med musikken komponeret af Friedrich Kuhlau. Modsat af hvad man skulle tro (og hvad Fru Heiberg skriver herom ) skrev Heiberg teksten til denne sang efter at Kuhlau havde komponeret melodien.
Førstelinjen citeres ofte fejlagtigt som "Herlig en Sommernat"!
Selve musikken hertil, blev desuden brugt to gange i Olsen-banden ser rødt, under Lensbaron Løvenvolds rævejagt.
Teksten til sangen er som følger
```
Herligt, en Sommernat
Drage til Elverkrat,
Hvile ved Kilden den svale!
Luna sit Sølverbaand
Snoer om 
 Endymion
,
Speider i Busk og i Dale.
```

```
Møder en Nymphe dig,
Lad hende skjøtte sig!
Jæger, o lad hende fare!
Husk, at 
Actæon
 fik
Straf for et dristigt Blik!
Jæger, o tag dig i Vare!
```

```
Gaa paa den sikkre Vej,
Sværm og forvild dig ei,
Jæger, iagt du dig tage!
Men har du tabt vort Spor,
Lyt til vort Jægerchor,
Det skal dig kalde tilbage.
```